# Carl Norell
Carl Gotthard Norell, född 1866 i Växjö, död 1946 var en pionjär inom brandtelegrafområdet och uppfinnare bland annat av den liksidiga slangkopplingen ”Ideal”.

## Biografi
Carl Norell antogs som skeppsgosse 1880 i Karlskrona, blev 1884 karlskriven med tjänstgöring vid minvapnet. Efter genomgångna kurser och skolor befordrades han till underofficerskorpral. Till Stockholms brandkår kom han som brandsergeant den 1 juli 1891, befordrades till brandtelegrafföreståndare den 1 januari 1909 och avgick med pension den 1 januari 1922. Efter sin avgång vid brandkåren startade han Allmänna Brandsignalbyrån, ett konsultföretag som genomförde utredningar och höll kurser inom brandsignalväsendet. Företaget drev han till och med 1932.

## Uppfinningar/konstruktioner
Norell beviljades sju patent. Två patent, SE8486.C1 slangkoppling och SE8151 Skyddsanordning för tätningsringar till slangkopplingar och dylikt, avsåg en liksidig slangkoppling ”Ideal” som var tät även vid låga vattentryck, inte var beroende av mjuka tätningsringar eller behövde dras ihop med nycklar, det sistnämnda var tidsödande. Patent- och tillverkningsrätt överläts på Allmänna Brandredskapsaffären (ABA). 1899 infördes Norells patenterade ”Idealkopplingen” inom brandkåren i Stockholm. Under åren 1902–1903 blev kopplingen helt införd vid Stockholms brandkår.
Den 6 juni 1918 utfärdades ett kungligt dekret som i Brandstadgan föreskrev att endast normalkopplingen (”Idealkopplingen” som kom att kallas ABA:s standardkoppling) fick användas som brandslangskoppling i Sverige. Den här exklusiviteten bidrog till att ge en signifikant skjuts åt ABA:s framtida utveckling. Stadgan gällde till och med sista december 1962.
Norell uppfann även en säkerhetslampa, ej patenterad. Lampan var huvudsakligen avsedd för användning vid brandkårer, gasverk och vid tillfällen då arbete påfordras vid ställen där det fanns fara för gasexplosion och vägde endast tre kilo. Norell överlämnade lampan till Andrée inför hans nordpolsexpedition 1896. Enligt hans egen anteckning användes lampan vid brandkåren i Stockholm till omkring 1909 då den så kallade Nifelyktan kom i marknaden.
Slangkopplingen ”Ideal” och säkerhetslampan erhöll guldmedalj vid Allmänna konst- och industriutställningen 1897. Medaljen tilldelades först Carl Norell, men eftersom endast utställare kunde erhålla medaljen tilldelades den i stället utställaren Allmänna Brandredskapsaffären. 
Utöver slangkopplingen var Norells insats för den nya brandtelegrafen av stor betydelse för utvecklingen av brandförsvaret i början av 1900-talet. L M Eriksson & C:o i Stockholm utarbetade i samråd med Norell ett nytt brandtelegrafsystem i enlighet med hans framlagda principer. Systemet antogs i konkurrens med ett system från Siemens o Schuckert 1907 för att implementeras vid Stockholms brandkår, och togs i bruk den 7 oktober samma år.
Norell fick den 9 juni 1922 patent på ett brandtelegrafsystem för mindre samhällen. Sin sista konstruktion gjorde han 1937, en automatisk kontrollanordning för branddörrars stängning.
1923 skrev Norell boken "Brandalarm en handbok i Brandsignalväsendet". 1930 skrev han boken "Några ord om brandsignaleringens betydelse för brandskyddet". Böckerna finns att tillgå på Kungliga biblioteket.

## Övrigt
Brandsoldaten sergeant Carl Norell, tillsammans med tre andra brandmän, tilldelades den 9 augusti 1905 H M Konungens guldmedalj i femte storleken för berömliga gärningar. Detta för det mod och den rådighet de visat vid en eldsvåda den 29 mars 1905 då de för överhängande fara för sig räddat ett 20-tal personer från döden i lågorna.
Norell medverkade även i en svartvit stumfilm från cirka 1920, ”Vår populära brandkår. Andra avdelningen”. I en sammanfattning av filmen nämns bland annat: "Verkmästaren C G Norell, skaparen av vårt världsberömda brandalarmssystem, håller lektion med telegrafeleverna".
Han lär också ha kommit på idén med strumpor utan hälar för att på så sätt undvika besvär med att hälen kommer åt fel håll.[källa behövs]